# Stellaria hippoctona
Stellaria hippoctona är en nejlikväxtart som först beskrevs av Vasilij Matvejevitj Tjernjajev, och fick sitt nu gällande namn av M.V. Klokov. Stellaria hippoctona ingår i släktet stjärnblommor, och familjen nejlikväxter. Inga underarter finns listade i Catalogue of Life.